# آنزولو
آنزولو (به لاتین: Anzolu) یک منطقه مسکونی در جمهوری آذربایجان است که در شهرستان لریک واقع شده است. آنزولو ۳۹۵ نفر جمعیت دارد.